# Veauville-lès-Quelles
Veauville-lès-Quelles – miejscowość i gmina we Francji, w regionie Normandia, w departamencie Sekwana Nadmorska.
Według danych na rok 1990 gminę zamieszkiwało 86 osób, a gęstość zaludnienia wynosiła 27 osób/km² (wśród 1421 gmin Górnej Normandii Veauville-lès-Quelles plasuje się na 806. miejscu pod względem liczby ludności, natomiast pod względem powierzchni na miejscu 828.).